# Eleonora Charlotta d'Albedyhll

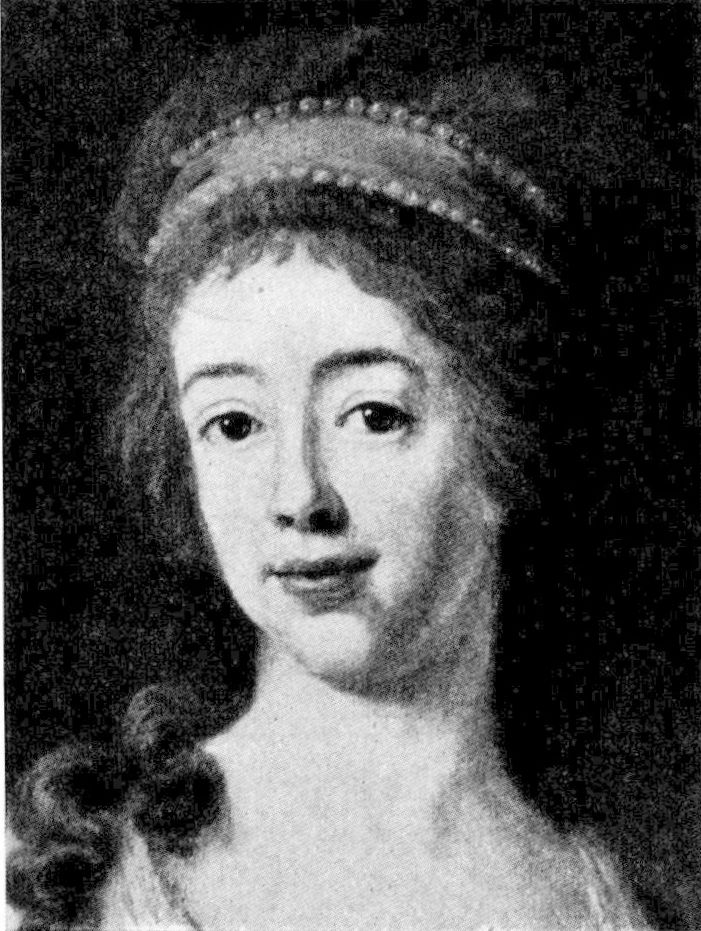
Eleonora Charlotta d'Albedyll

Eleonora Charlotta d'Albedyhll, geboren Wrangel, (27 maart 1770, Stockholm – 4 juni 1835), was een Zweedse gravin, dichter en organisator van een literair salon. Ze hield een literaire salon in Uppsala 1812-1835. D'Albedyhill werd beschreven als het hart van de salon in Uppsala tijdens het romantische tijdperk. De gravin staat bekend als de beschermvrouwe van de Zweedse schrijver Per Daniel Amadeus Atterbom. D'Albedyhill was een van de eerste aanhangers van de Fosforisterna, een groep romantische dichters in Uppsala.
Eleonora d'Albedyhll was de dochter van riksråd-graaf Anders Reinhold Wrangel en Eleonora Mariana Barnekow. In 1795 trouwde Eleonora met baron Gustaf d'Albedyhll. Het paar verhuisde hierna naar Nyköping. Hun huwelijk stond bekend als gelukkig. Eleonora d'Albedyhll stond als kind al bekend om haar intelligentie. Ze had een goede opleiding genoten en was opgegroeid tot een getalenteerde intellectueel. Ze werd ook geroemd om haar schoonheid.
Ze was de beschermvrouwe van de Zweedse schrijver Per Daniel Amadeus Atterbom, die ook een persoonlijke bewonderaar van haar was. Atterbom beschrijft haar als volgt:
"Ze is een jaar of veertig, krachtig van postuur, met een trotse houding, een koninklijk profiel, waarin ze doet denken aan koningin Louisa Ulrika; grote, donkere en glanzende ogen en zwart haar, dat in een hoop krullen van haar voorhoofd valt. Ze besteedt meestal het grootste deel van de dag aan lezen of schilderen; om uit te rusten loopt ze vaak door haar kamer terwijl haar citer over haar schouder hangt. Als haar vingers over de snaren strijken, lijkt ze wel een liedgodin... Ze kan onder meer bijna elke rol spelen en iedereen imiteren; ze doet vooral een uitstekende imitatie van Gustav III. De vrouwen in deze stad zijn als de dood voor haar en klagen over haar satirische manier van spreken, hoewel ze hen eigenlijk veel vriendelijker beoordeelt dan zij haar.
Eleonora Charlotta d'Albedyhll schreef in 1789 het gedicht Jacobinen dat ze opdroeg aan dichter Anna Maria Lenngren. In 1807 voltooide ze de roman Ludvig von Mansfeldt, maar deze werd niet gepubliceerd.
Vanaf 1810 werden de gedichten van d'Albedyhll gepubliceerd in publicaties zoals het Lunds Veckoblad, Journal för Litteraturen och Theatern en Poetiska kalender. Haar bekendste gedicht was het Gefion, skaldedikt i fyra sånger, (Gefion, een gedicht in vier liederen) over de mythische figuur Gefion. d'Albedyhll werd geïnspireerd om dit gedicht te schrijven door de Noordse mythologie. Gefion werd in 1814 gepubliceerd. d'Albedyhll schreef onder het pseudoniem "Ch. Wr."